# Саут Парис Тауншип (Пенсилванија)
Саут Парис Тауншип (енгл. South Park Township) насељено је место без административног статуса у америчкој савезној држави Пенсилванија.

## Демографија
По попису из 2010. године број становника је 13.416, што је 924 (-6,4%) становника мање него 2000. године.
| Група             | 2000.          | 2010.          |
| Белци             | 13.597 (94,8%) | 12.672 (94,5%) |
| Афроамериканци    | 460 (3,2%)     | 379 (2,8%)     |
| Азијати           | 109 (0,8%)     | 106 (0,8%)     |
| Хиспаноамериканци | 79 (0,6%)      | 112 (0,8%)     |
| Укупно            | 14.340         | 13.416         |